# Stinson Anderson
Stinson H. Anderson (* 21. April 1800 im Sumner County, Tennessee; † September 1857 im Jefferson County, Illinois) war ein US-amerikanischer Politiker. Zwischen 1838 und 1842 war er Vizegouverneur des Bundesstaates Illinois.

## Werdegang
Über die Jugend und Schulausbildung von Stinson Anderson ist nichts überliefert. Auch über seinen Werdegang jenseits der Politik gibt es in den Quellen keine Angaben. Politisch schloss er sich der von Andrew Jackson gegründeten Demokratischen Partei an. Im Jahr 1832 war er Abgeordneter im Repräsentantenhaus von Illinois. Damals nahm er auch als Soldat der United States Army am Black-Hawk-Krieg teil.
1838 wurde Anderson an der Seite von Thomas Carlin zum Vizegouverneur von Illinois gewählt. Dieses Amt bekleidete er zwischen dem 7. Dezember 1838 und dem 8. Dezember 1842. Dabei war er Stellvertreter des Gouverneurs. 1840 kandidierte er erfolglos für das US-Repräsentantenhaus. Im Jahr 1850 wird er in den Aufzeichnungen des Jefferson County als verwitwet mit mehreren Kindern aufgeführt. Stinson Anderson starb im September 1857 und wurde in Mount Vernon beigesetzt.